# Carl Bradford
Carl Bradford (Norco, 15 agosto 1992) è un ex giocatore di football americano statunitense che ha giocato nel ruolo di linebacker. Fu scelto nel corso del quarto giro (121º assoluto) del Draft NFL 2014. Al college giocò a football all'Università statale dell'Arizona.

## Carriera universitaria
Dopo aver frequentato la Norco High School presso la sua città natale, Norco, Bradford accettò la borsa di studio offertagli dall'Università statale dell'Arizona presso la quale mise a segno, dal 2010 al 2013, 21,5 sack.

## Carriera professionistica

### Green Bay Packers
Bradford era considerato uno dei migliori linebacker disponibili nel Draft 2014. Fu scelto nel corso del quarto giro dai Green Bay Packers. Dopo non essere mai sceso in campo nelle prime due stagioni, debuttò come professionista subentrando nella settimana 11 della stagione 2016 contro i Washington Redskins.

## Statistiche
| Partite totali      | 1 |
| Partite da titolare | 0 |
| Tackle totali       | 0 |
| Sack fatti          | 0 |
| Intercetti          | 0 |